# Charles Hausberger
Charles Joseph Hausberger était un sous-officier résistant durant la 
Seconde Guerre mondiale sous le régime de Vichy en zone libre. Il a été exécuté par la police allemande le 20 décembre 1943.

## Carrière militaire

### Carrière avant-guerre (1929-1939)
Charles Hausberger entre dans l'armée le 1er octobre 1929 en tant que fusilier-voltigeur. Le 31 mai 1938 il passe et obtient le brevet des chefs de section de fusilier-voltigeur. Il est rattaché au 23e régiment d'infanterie de forteresse situé dans la région fortifiée de la Lauter, dans le secteur-fortifié de Haguenau dans le sous-secteur de Hoffen en 1938.

### Implication dans la campagne de France (1939-1940)
En avril 1939, Charles Hausberger est rattaché à la 7e compagnie du 79e régiment d'infanterie de forteresse qui était rattaché au secteur-fortifié de Haguenau. Il était situé dans les quartiers d'Oberrœdern quand les Allemands envahirent la France le 10 mai 1940. Le 15 juin, au moment du repli des 2/3 des effectifs du 79e RIF du sous-secteur de Hoffen, il reste avec la compagnie d'observation et assure des missions de liaisons et de ravitaillements de l'abri de Hoffen où se situait le PC. Le 21 juin vers 16 h, une attaque par Stukas éventra l'abri de Hoffen où il se trouvait, le  capitaine  Quinet donna l'ordre d'évacuer l'abri et de déplacer son PC à Rittershoffen où ils essuyèrent une attaque de l'infanterie allemande appuyés par des canons antichars. Le 22 juin 1940 avec le capitaine Quinet ils défendaient la sortie nord de Rittershoffen. Le 25 juin 1940 sa compagnie recevait l'ordre de cessez-le-feu mais ne déposera les armes que le 1er juillet 1940 sur l'ordre formel du général président de la délégation française auprès de la commission d'armistice. Ses actions durant les attaques du 21 et 22 juin 1940 lui vaudront d'être cité à l'ordre de la brigade où la croix de guerre avec étoile de bronze lui fut attribuée. Il est fait prisonnier le 1er juillet 1940. 

### Armée d'armistice (1940-1942)
Libéré le 13 juillet 1940 en tant qu'Alsacien-lorrain, il rejoint la zone libre et rentre dans l'armée d'armistice avec le grade d'adjudant-chef au sein du 27e, puis du 6e bataillon de chasseurs alpins où il exerçait en tant qu'instructeur à l'école de Montélimar jusqu'à la dissolution du bataillon en 1942.

## Engagement dans la Résistance et mort
Il est homologué FFI dans le département de l'Isère.
Le 20 décembre 1943 à 13 h 45, Charles Hausberger est tué de deux balles dans la tête par la Gestapo.